# Talmi-Teixub
Talmi-Teixub va ser el "tatara-tatara-tatara-nét de Subiluliuma I" i virrei a Carquemix a Síria sota Subiluliuma II. Era fill d'Ini-Tesub.
S'han trobat fragments d'un tractat entre Subiluliuma II i Talmi-Teixub, que no són suficients per saber quines atribucions tenia com a virrei, però sembla que disposava de gran autonomia d'actuació, o era gairebé independent a Síria. Va supervisar un divorci entre una filla del rei hitita i Ammurapi, rei d'Ugarit, però no es coneixen les circumstàncies de la separació.
D'acord amb els segells reials trobats a Lidar Höyük el 1985 a la riba est del riu Eufrates, Talmi-Teixub va ser succeït pel seu fill, Kuzi-Teixub.